# 岛袋狸属
島袋狸屬（Rhynchomeles, 島袋狸），哺乳綱的一屬，而與島袋狸屬（島袋狸）同科的動物尚有新幾內亞袋狸屬（大袋狸）、鼠袋狸屬（鼠袋狸）等之數種哺乳動物。